# 加尔尼陨击坑
加尔尼陨击坑(Garni)是火星科普剌塔斯区的一座小撞击坑，中心坐标为南纬11.52度、西经69.7度，直径2.57公里（1.6英里）。根据2015年9月28日美国宇航局发布的新闻稿，在那里发现了液态水证据，并认为这是他们在火星探索中“众多突破中的最新突破”。美国宇航局和美国地质调查局以亚美尼亚科泰克州的加尔尼村命名了该陨坑，2015年4月25日，该名称被国际天文联合会正式批准接受。

## 矿物分析
根据美国宇航局新闻稿报导，“火星加尔尼陨击坑坑壁上散发出一种被称为“重现性斜坡线”的深色窄条纹…”。研究人员通过火星勘测轨道飞行器上的光谱仪在陨坑条纹中发现了水合矿物。随着时间的推移，黑色条纹逐渐形成，据信长达数百米。
在气候变暖时，条纹趋于变暗并向下流动，但在较冷气候下，条纹开始消退。只有当温度高于摄氏零下23度（华氏-10度）时，才会在火星上的很多地区发现这种条纹。但它们不会出现在较冷的时候。据估计，水合盐可能降低了液态盐水的冰点。科学家们认为，正是因为有水，陨击坑的这些区域才变得更暗。

## 加尔尼太空天文研究所和太空博物馆
加尔尼太空天文研究所在格里戈尔·古萨德扬（Grigor Gurzadyan）主持期间就已完成了俄里翁1号和俄里翁2号天文台的建设，先后曾有超过40名的苏联宇航员在那里接受过飞行前培训。2001年6月，为纪念亚美尼亚接受基督教1700周年，在加尔尼研究所举办了一场太空展览。2015年11月，又举办了一次内容丰富的太空展览，但这次是在亚美尼亚的埃里温，展馆展出了与亚美尼亚科学家所参与太空探索有关的各种展品。

## 另请查看
- 火星撞击坑
- 火星水文